# Rohan Tungate
Rohan Tungate (ur. 27 stycznia 1990 w Kurri Kurri) – australijski żużlowiec.

## Życiorys
Indywidualny mistrz Australii z sezonów 2018 i 2024, w 2019 srebrny medalista tych rozgrywek, a w 2020 brązowy. Dwukrotny drużynowy mistrz Wielkiej Brytanii (2013 i 2016).
W 2012 zadebiutował w lidze brytyjskiej w barwach Ipswich Witches. W sezonie 2013 jeździł również dla startującego w Elite League Poole Pirates, z którym zdobył drużynowe mistrzostwo Wielkiej Brytanii (Zawodnicy w Wielkiej Brytanii mogą jeździć w dwóch różnych brytyjskich klubach jednocześnie, jeśli te startują na różnych poziomach rozgrywkowych). 
Od 2014 r. startuje w lidze polskiej. Jego pierwszym klubem był Start Gniezno. W barwach gnieźnieńskiej drużyny wystąpił jednak tylko w jednym meczu, w którym zdobył 7 punktów. Od sezonu 2015 miał podpisany kontrakt z Orłem Łódź. W roku 2016 wygrał w otwartych Indywidualnych mistrzostwach Słowacji. Jeżdżąc dla Somerset Rebels drugi raz w karierze został drużynowym mistrzem Wielkiej Brytanii. 
W 2016 i 2017 został Indywidualnym mistrzem Nowej Południowej Walii. Bardzo dobry dla Australijczyka był 2017 rok, gdy skończył sezon w pierwszej lidze polskiej ze średnią biegową 1,987, będąc tym samym drugim po Hansie Andersenie najskuteczniejszym zawodnikiem Orła. 28 października 2017 startując jako rezerwowy podczas GP Australii w Melbourne zadebiutował w Grand Prix. Wystąpił w dwóch wyścigach, w których zastępował Piotra Pawlickiego. Wygrał w obu z nich, co do tej pory czyni go jedynym zawodnikiem w historii cyklu, który zwyciężył 100% biegów, w jakich startował. Od 2017 ściga się również w lidze szwedzkiej. Jego pierwszym szwedzkim klubem było Lejonen Gislaved.
Na początku 2018 r. zdobył złoto indywidualnych mistrzostw Australii. Składający się z czterech rund cykl ukończył z dorobkiem 62 punktów. W sezonie 2018 jego średnia w polskiej lidze przebiła 2pkt/bieg i wyniosła 2,019. Podobny poziom prezentował rok później. W 2019 wywalczył też srebro IM Australii. 
W sezonie 2020 poza startami dla Orła Łódź występował również na zasadzie gościa w Falubazie Zielona Góra. 9 października 2020 w meczu przeciwko Sparcie Wrocław pobił siedmioletni rekord zielonogórskiego toru, osiągając czas 57,43 sek. Sezon 2020 zakończył z trzecią najwyższą średnią (2,348) w polskiej I lidze oraz trzecią najwyższą (2,579) w szwedzkiej Elitserien. Po sezonie 2020 zdecydował się odejść z Orła Łódź. W ciągu sześciu lat startów dla drużyny wystąpił w 61 meczach, w których zdobył 555 punktów i 51 bonusów. Przejście Tungate'a do Unii Tarnów było bardzo kontrowersyjnym i szeroko komentowanym ruchem, gdyż rozwiązując kontrakt z łódzkim klubem, zawodnik zobowiązał się nie przechodzić do innej pierwszoligowej drużyny. W Unii spędził jeden sezon, który zakończył z niższą niż w poprzednich latach średnią 1,833. Mimo to, była to najwyższa średnia w drużynie. Od 2022 startuje dla Falubazu Zielona Góra. Jeździ również dla Masarny Avesty oraz Slangerup Speedway Klub.

## Przynależność klubowa
Wielka Brytania
- Ipswich Witches (2012–2015)
- Poole Pirates (2013)
- Swindon Robins (2016)
- Somerset Rebels (2016–2017)
- Belle Vue Aces (2017–2018)
- Peterborough Panthers (2019–2020)
- Ipswich Witches (2022)

Polska
- Start Gniezno (2014)
- KŻ Orzeł Łódź (2015–2020)
  - ZKŻ Zielona Góra (2020) – gość
- Unia Tarnów (2021)
- ZKŻ Zielona Góra (2022–2023)
- ROW Rybnik (2024–

Szwecja
- Lejonen Speedway (2017–2018)
- Masarna Avesta (2019)
- Lejonen Speedway (2020–2021)
- Masarna Avesta (2022–)

Dania
- Esbjerg Vikings (2018)
- Slangerup Speedway Klub (2021–)

## Starty w Grand Prix (Indywidualnych Mistrzostwach Świata na Żużlu)

### Punkty w poszczególnych zawodachGrand Prix
| Sezon 2017          |                      |                     |                  |                    |                                |                      |                                 |                      |                       |                   |                          |         |         |         |         |         |         |         |         |         |         |        |        |        |        |        |        |        |        |        |        |
| GP Słowenii – Krško | GP Polski – Warszawa | GP Łotwy – Dyneburg | GP Czech – Praga | GP Danii – Horsens | GP Wielkiej Brytanii – Cardiff | GP Szwecji – Målilla | GP Polski – Gorzów Wielkopolski | GP Niemiec – Teterow | GP Sztokholmu – Solna | GP Polski – Toruń | GP Australii – Melbourne | miejsce | miejsce | miejsce | miejsce | miejsce | miejsce | miejsce | miejsce | miejsce | miejsce | punkty | punkty | punkty | punkty | punkty | punkty | punkty | punkty | punkty | punkty |
| –                   | –                    | –                   | –                | –                  | –                              | –                    | –                               | –                    | –                     | –                 | 6                        | 24      | 24      | 24      | 24      | 24      | 24      | 24      | 24      | 24      | 24      | 6      | 6      | 6      | 6      | 6      | 6      | 6      | 6      | 6      | 6      |

| Statystyki        | Statystyki |
| ----------------- | ---------- |
| Starty            | 1          |
| Zwycięstwa        | 0          |
| Miejsca na podium | 0          |
| Finalista         | 0          |
| Punkty            | 6          |